# Ekiden

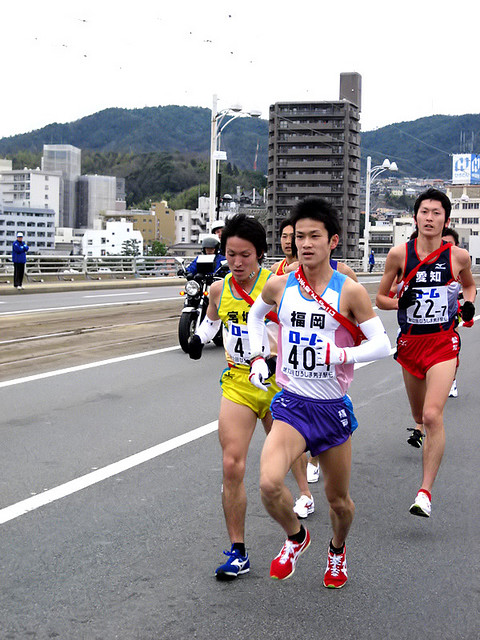
Die Läufer Miyagi, Fukuoka und Aichi Pref bei den 7. All-Japan Interprefectural Ekiden Championships

Ekiden (jap. 駅伝競走, ekiden kyōsō, dt. etwa: „Stationsnachrichtenweiterleitungs-Wettlauf“) ist ein Sammelname für Staffelläufe im Langstreckenbereich.

## Ursprung und Situation in Japan
Die Ekidenform des Wettkampfs entwickelte sich aus einem Kommunikations- und Transportsystem des 17. Jahrhunderts zwischen dem Shōgunatssitz Edo (heute Tokio) und der Kaiserresidenz Kyōto. Der erste sportliche Ekiden-Wettbewerb wurde 1917 von der Zeitung Yomiuri Shimbun gesponsert und führte über drei Tage und 516 km von Kyōto nach Tokio, um an den 50. Jahrestag der Verlegung der Hauptstadt Japans zu erinnern. Anstelle einer Botschaft wird bei den heutigen Ekiden-Wettbewerben ein Band („tasuki“) übergeben. Die Länge der Einzeletappen sowie der gesamten Strecke variiert dabei: Während im Schulbereich Distanzen üblich sind, bei denen die einzelnen Etappen zwischen 2 und 10 km lang sind, geht das weltweit längste Ekiden-Rennen Rund um Kyūshū über eine Entfernung von 1064 km, unterteilt in 72 Etappen. Allgemein spielen die Ekiden im japanischen Laufsport eine große Rolle. Viele der großen Rennen werden live im TV übertragen, sodass zuweilen diskutiert wird, ob die Fokussierung der internationalen Konkurrenzfähigkeit japanischer Läufer schade. Am populärsten ist der Hakone Ekiden für männliche Studenten, der jährlich am 2. und 3. Januar zwischen Tokio und Hakone ausgetragen wird und Einschaltquoten von an die 30 % erzielt. Daneben gibt es auch bereits auf Oberschulebene nationale Ekiden-Meisterschaften beider Geschlechter mit Liveübertragung. Auf Profiebene konkurrieren Firmenteams miteinander, die nationalen Meisterschaften sind hier der New Year Ekiden bei den Männern und der Queen’s Ekiden bei den Frauen. Hinzu kommen Qualifikationsläufe für einige der genannten Wettbewerbe und zahlreiche weitere Ekiden sowohl auf leistungs- als auch auf freizeitsportlicher Ebene.

## International
Die international bekannteste Form des Ekiden ist die Marathonstaffel. In ihrer normierten Form mit sechs Läufern und den Etappenlängen 5 km, 10 km, 5 km, 10 km, 5 km und 7,195 km ist sie eine Disziplin, die in der Liste der Leichtathletik-Weltrekorde von World Athletics enthalten ist. Die Weltbestzeit der Männer beträgt 1:57:06 Stunden, aufgestellt von Kenia (Josphat Muchiri Ndambiri, Martin Irungu Mathathi, Daniel Muchunu Mwangi, Mekubo Mogusu, Onesmus Nyerre, John Kariuki) am 23. November 2005 in Chiba; die der Frauen beträgt 2:11:41 Stunden, aufgestellt von China (Jiang Bo, Dong Yanmei, Zhao Fengting, Ma Zaijie, Lan Lixin, Lin Na) am 28. Februar 1998 in Peking.
Seit den 1980er Jahren gab es Bestrebungen, Ekidenläufe im leistungssportlichen Bereich international zu etablieren. 1988 etwa wurde eine 50-km-Staffel im Zentrum von New York City veranstaltet. In den Jahren 1992, 1994, 1996 und 1998 trug die IAAF Weltmeisterschaften in der Marathonstaffel aus. Nach der Einstellung dieser Meisterschaft beschränkten sich derartige hochkarätige Ekiden-Rennen fast ausschließlich auf Japan. Das wohl bekannteste internationale Rennen, der Chiba Ekiden, fand seit 1988 am Tag der Arbeit im November in Chiba statt (mit etwa 15 Staffeln aus allen Kontinenten). Seit 2007 gingen dort gemischte Staffeln an den Start. Nach der Austragung 2014 wurde allerdings auch dieser Wettbewerb eingestellt.
Im breitensportlichen Bereich dagegen erfreuen sich Ekidenläufe international zunehmender Beliebtheit. In der Schweiz wird der Ekiden in seiner normierten Form einzig in Basel im Rahmen des Run to the Beat Basel angeboten. Ein Beispiel für einen Ekiden auf längerer Strecke ist die Schweizer SOLA-Stafette. Auch bei Volksläufen über die Marathondistanz wird mittlerweile häufig ein Ekiden als Nebenwettbewerb angeboten, zum Teil, um Hobbyläufer an längere Distanzen heranzuführen, zum Teil, um höhere Teilnehmerzahlen zu erzielen. Auch viele Firmenläufe sind nach dem Ekiden-Prinzip organisiert.